# Adam Václav Michna

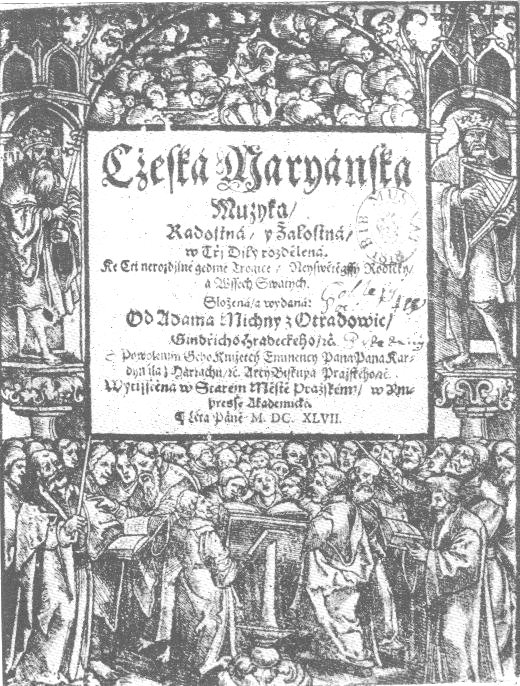
Ceská mariánská musika (1647)

Adam Václav Michna d'Otradovice, né vers 1600 à Neuhaus en royaume de Bohême, où il est mort le 2 novembre 1676, est un compositeur et organiste bohémien.

## Biographie
La date de naissance d'Adam Michna n'est pas connue avec certitude. On la situe vers 1600. Michna naît à Neuhaus, sa famille porte le titre d'Otradovice. Il est le fils du burgrave du château de Neuhaus qui était lui-même organiste de la ville. Adam fit ses études au collège de jésuites de sa ville natale, ville où il devait passer toute son existence. C'est son père qui l'initia à la musique. Adam est mentionné comme organiste en 1633. Il travailla comme musicien mais aussi comme aubergiste avec son épouse.

## Son style
Il est considéré avec Vejvanovský comme le musicien bohémien le plus important et le plus original du XVIIe siècle. Doué pour la pédagogie, il créa plusieurs chœurs dans sa région. On divise généralement sa production en deux groupes : d'une part des chants populaires tchèques de facture simple (danses, berceuses) dans la plus pure tradition de la musique de Bohême, d'autre part de la musique sacrée sur des textes latins. Sa musique religieuse est influencée par la musique baroque italienne.

## Œuvres et publications
- 3 recueils de chants religieux : 
  - la Musique tchèque pour la Vierge Marie (Ceská mariánská musika), Prague, 1647;
  - le Luth tchèque (Loutna česká), Prague, 1653;
  - Musique de l'année sainte (Svatoroční muzyka) Prague, 1661
- Officium Vespertinum... à 5 voix et instruments, 1648;
- Sacra et litaniae à 5-8 voix et instruments, contenant : 
  - 6 Messes,
  - un Requiem,
  - 2 litanies et un Te Deum, 1657;
  - un Magnificat et la Messe de Saint-Wenceslas (Missa Sancti Wenceslai), pour soli, chœur à 6 voix, instruments et orgue, 1660